# Johann Heinrich Arnold

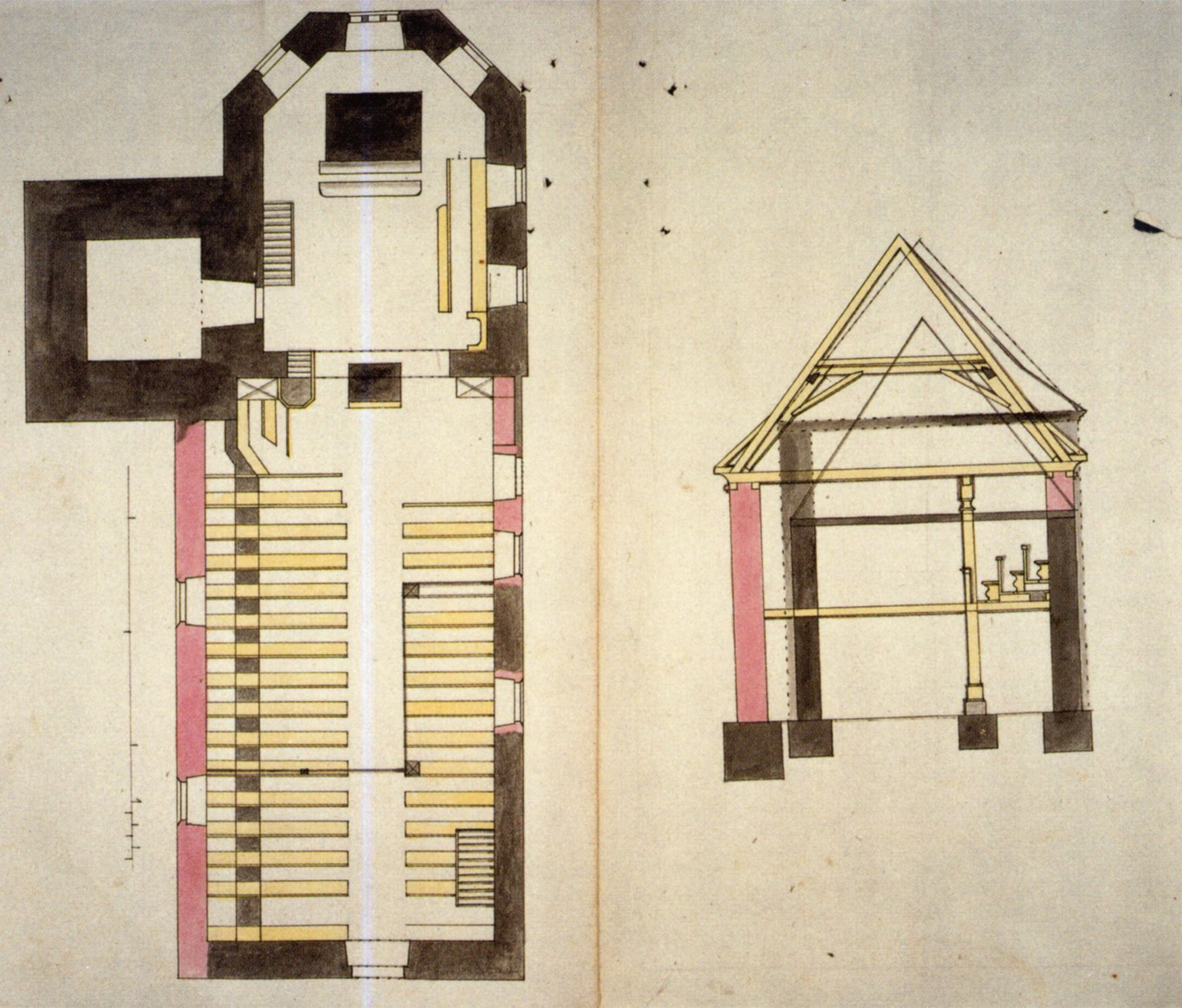
Grundriss und Querschnitt des Kirchenbaus 1741 in Bischoffingen nach Johann Heinrich Arnold

Johann Heinrich Arnold (* 18. Dezember 1697 in Fürth; † 7. April 1770 in Karlsruhe) war ein badischer Werkmeister, dann fürstlicher Baumeister.

## Leben
Arnold war ursprünglich seit 1721 Zimmermann in Karlsruhe. 1729 wurde er als Werkmeister Mitglied der Bauverwaltung in der Markgrafschaft Baden-Durlach, wo er 1743 zum Baumeister im Rang eines Rechnungrats befördert wurde. 1752 übernahm er als Kammerrat die fürstliche Bauaufsicht. 1755 wurde er Mitglied des markgräflichen Bauamts. Arnold hat als Architekt zahlreiche Pläne für Kirchen und Profanbauten in der Markgrafschaft entworfen, wobei er zumeist für Umbauten und Erweiterungen verantwortlich war. Darüber hinaus war er auch als ausführender Baumeister tätig.

## Werke
| Jahr    | Bild | Gebäude                                                         | Ort                          | Lage                                                 | Baumaßnahme                      | Bemerkungen & Nachweise                                                                          |
| ------- | --- | --------------------------------------------------------------- | ---------------------------- | ---------------------------------------------------- | -------------------------------- | ------------------------------------------------------------------------------------------------ |
| 1738    | · | Evangelische Kirche (Dürrn) (auch als Wehrkirche Dürrn benannt) | Ölbronn-Dürrn                | Hauptstraße 48° 57′ 23″ N, 8° 45′ 18″ O              | Erweiterung der Kirche           | [ 3 ]                                                                                            |
| 1739    | | Laurentiuskirche                                                | Karlsruhe-Hagsfeld           | Schäferstr. 13 49° 1′ 40″ N, 8° 27′ 41″ O            | Erweiterung der Laurentiuskirche | nach der Zerstörung 1944 wurde die Kirche 1952 wiederaufgebaut                                   |
| 1741    | · | Langhaus der Kirche St. Laurentius                              | Bischoffingen                | Talstraße 48° 6′ 18″ N, 7° 37′ 42″ O                 | Erweiterung des Langhauses       |                                                                                                  |
| 1742    | Bild gesucht Der Benutzer Jom wünscht sich an dieser Stelle ein Bild vom Ort mit diesen Koordinaten 48.96526 8.4771 . Weitere Infos zum Motiv findest du vielleicht auf der Diskussionsseite . Falls du dabei helfen möchtest, erklärt die Anleitung , wie das geht. BW | Evangelische Kirche (Hohenwettersbach)                          | Karlsruhe-Hohenwettersbach   | Kirchplatz 2 48° 57′ 55″ N, 8° 28′ 38″ O             |                                  | 1841 nach einer Zerstörung durch Brand unter Erhaltung der barocken Außenmauern wiederaufgebaut. |
| 1742    | | Langhaus der evangelischen Kirche Linkenheim                    | Linkenheim-Hochstetten       | Karlsruher Straße 66–68 49° 7′ 28″ N, 8° 24′ 33″ O   |                                  |                                                                                                  |
| 1744    | | Rathaus Ölbronn                                                 | Ölbronn-Dürrn                | 48° 58′ 54″ N, 8° 45′ 3″ O                           |                                  |                                                                                                  |
| 1744–45 | | Langhaus der Jakobskirche                                       | Karlsruhe-Wolfartsweier      | 48° 58′ 32″ N, 8° 27′ 6″ O                           | wieder aufgebaut und erweitert   | [ 6 ]                                                                                            |
| 1748    | | evangelische Kirche in Weiler                                   | Weiler, Ortsteil von Keltern | Kirchstraße 1 48° 53′ 18″ N, 8° 32′ 47″ O            | Turmerneuerung                   |                                                                                                  |
| 1748    | | Ehemaliges Schul- und Rathaus                                   | Rüppurr                      | Lange Straße 69 48° 58′ 1″ N, 8° 23′ 57″ O           |                                  | [ 7 ]                                                                                            |
| 1751    | Kirche Neureut | Waldenserkirche                                                 | Neureut                      | Kirchfeldstr. 11                                     |                                  |                                                                                                  |
| 1754    | | Schulhaus                                                       | Karlsruhe-Hagsfeld           |                                                      |                                  | im Zweiten Weltkrieg zerstört                                                                    |
| 1756    | | Pfarrhaus                                                       | Neureut                      | Neureuter Hauptstraße 260 49° 3′ 10″ N, 8° 22′ 47″ O |                                  | [ 8 ]                                                                                            |
| 1760–62 | | Brunnenhaus                                                     | Karlsruhe-Daxlanden          | 49° 0′ 35″ N, 8° 24′ 9″ O                            |                                  | 1833 abgebrochen                                                                                 |